# Rotenburg an der Fulda
Rotenburg an der Fulda, Rotenburg a. d. Fulda – miasto w Niemczech, w północnej części kraju związkowym Hesja, w rejencji Kassel, w powiecie Hersfeld-Rotenburg, nad rzeką Fuldą.

## Historia
Pierwsze wzmianki pochodzą z roku 769. Miasto było stolicą księstwa Hesji-Rotenburga (1627–1815). Zaraz po II wojnie światowej nastąpił duży napływ uchodźców z Prus Wschodnich, Sudetów oraz Górnego i Dolnego Śląska. Tylko w 1946 r. przyrost ludności wynosił ok. 2 tys.

## Współpraca
Miejscowości partnerskie:
- Argentan, Francja
- Czerwieńsk, Polska
- Gedling, Wielka Brytania
- Rotenburg (Wümme), Dolna Saksonia
- Rothenburg, Szwajcaria
- Rothenburg – dzielnica Wettin-Löbejün, Saksonia-Anhalt
- Rothenburg/O.L., Saksonia
- Rothenburg ob der Tauber, Bawaria